# Bedtime for Bonzo

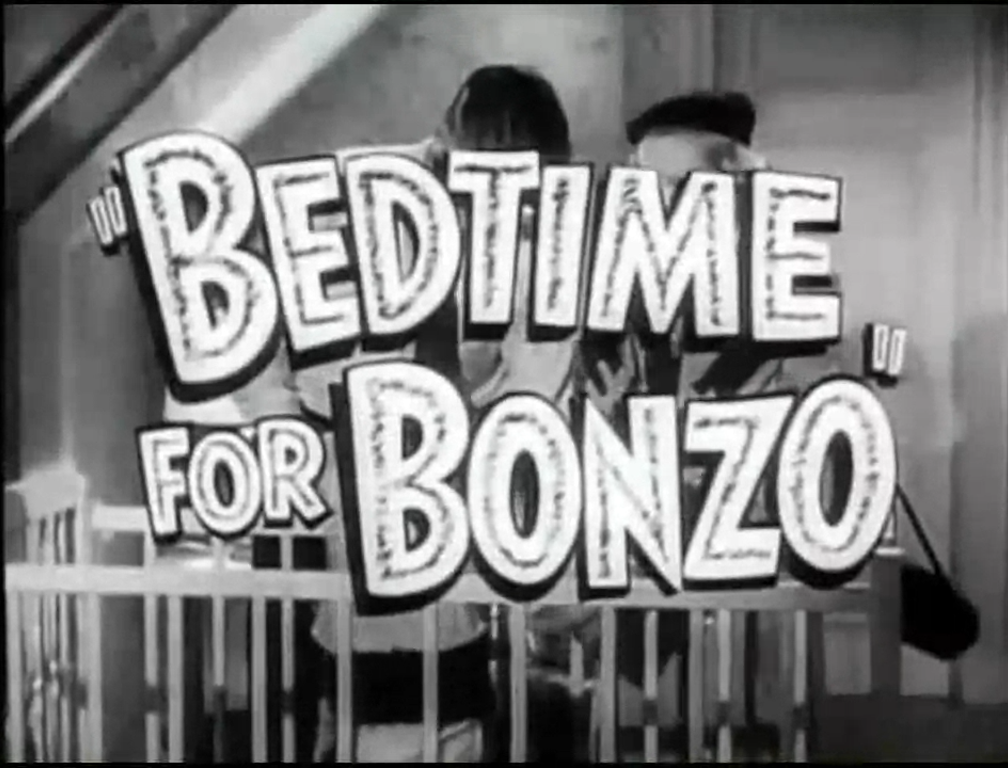

Pour plus de détails, voir Fiche technique et Distribution.
Bedtime for Bonzo (fr: L'heure du coucher pour Bonzo) est une comédie américaine réalisée par Frederick de Cordova et sortie en 1951 avec Ronald Reagan.

## Synopsis
C'est l'histoire d'un professeur, Peter Boyd, qui réalise des expériences secrètes pour prouver une théorie qu'il approuve. Pour ce faire, le professeur va se servir du département des chimpanzés de sa faculté.

## Fiche technique
- Titre original : Bedtime for Bonzo
- Réalisation : Frederick de Cordova
- Production : Michael Kraike
- Société de production : Universal International Pictures
- Société de distribution : Universal Pictures
- Scénario : Ted Berkman, Raphael Blau, Lou Breslow et Val Burton
- Musique : Frank Skinner
- Photographie : Carl E. Guthrie
- Montage : Ted J. Kent
- Décors : Russell A. Gausman et Ruby R. Levitt
- Costumes : Rosemary Odell
- Pays de production : États-Unis
- Langue originale : anglais
- Durée : 83 minutes
- Format : Noir et blanc - 1.37 : 1 - Mono
- Genre : Comédie
- Date de sortie : 
  - États-Unis : 5 avril 1951

## Distribution
- Ronald Reagan : Professeur Peter Boyd
- Diana Lynn : Jane Linden
- Walter Slezak : Professeur Hans Neumann
- Lucille Barkley : Valerie Tillinghast
- Jesse White : Babcock
- Herbert Heyes : Dean Tillinghast
- Herb Vigran : Lieutenant Daggett
- Harry Tyler : Knucksy Breckenridge
- Edward Clark : Professeur Fosdick
- Edward Gargan : Policier Bill
- Joel Friedkin : Monsieur DeWitt
- Brad Browne : Chef de la Police
- Elizabeth Flournoy : Miss Swithen
- Howard Banks : Policier